# Dwars door Vlaanderen 2021
Dwars door Vlaanderen 2021 var den 75. udgave af det belgiske cykelløb Dwars door Vlaanderen. Det blev kørt den 31. marts 2021 med start i Roeselare og mål i Waregem i Vestflandern. Løbet var det ellevte arrangement på UCI World Tour 2021. Den oprindelige 75. udgave blev i 2020 aflyst på grund af coronaviruspandemien.
Hollandske Dylan van Baarle fra Ineos Grenadiers kørte solo med 53 km til mål og vandt løbet. På de resterende podiepladser kom Christophe Laporte (Cofidis) og Tim Merlier (Alpecin-Fenix) på henholdsvis anden- og tredjepladsen.

## Resultat
| \| Samlede stilling \| Samlede stilling \| Samlede stilling \| Samlede stilling \| Samlede stilling \| \| Rytter \| Rytter \| Hold \| Tid \| \| \| ---------------- \| ------------------ \| --------------------- \| ---------------- \| ---------------- \| \| 1. \| Dylan van Baarle \| Ineos Grenadiers \| 3t 58' 59" \| \| \| 2. \| Christophe Laporte \| Cofidis \| + 26" \| \| \| 3. \| Tim Merlier \| Alpecin-Fenix \| + 26" \| \| \| 4. \| Yves Lampaert \| Deceuninck-Quick Step \| + 26" \| \| \| 5. \| Tosh Van der Sande \| Lotto-Soudal \| + 26" \| \| \| 6. \| Alexander Kristoff \| UAE Team Emirates \| + 26" \| \| \| 7. \| Greg Van Avermaet \| AG2R Citroën Team \| + 26" \| \| \| 8. \| Anthony Turgis \| Total Direct Énergie \| + 26" \| \| \| 9. \| Florian Sénéchal \| Deceuninck-Quick Step \| + 26" \| \| \| 10. \| Jasper Stuyven \| Trek-Segafredo \| + 26" \| \| |                    |                       |            |
| |                    |                       |            |
| Kilde: ProCyclingStats |                    |                       |            |
| Samlede stilling |                    |                       |            |
| Rytter | Rytter             | Hold                  | Tid        |
| 1. | Dylan van Baarle   | Ineos Grenadiers      | 3t 58' 59" |
| 2. | Christophe Laporte | Cofidis               | + 26"      |
| 3. | Tim Merlier        | Alpecin-Fenix         | + 26"      |
| 4. | Yves Lampaert      | Deceuninck-Quick Step | + 26"      |
| 5. | Tosh Van der Sande | Lotto-Soudal          | + 26"      |
| 6. | Alexander Kristoff | UAE Team Emirates     | + 26"      |
| 7. | Greg Van Avermaet  | AG2R Citroën Team     | + 26"      |
| 8. | Anthony Turgis     | Total Direct Énergie  | + 26"      |
| 9. | Florian Sénéchal   | Deceuninck-Quick Step | + 26"      |
| 10. | Jasper Stuyven     | Trek-Segafredo        | + 26"      |

## Hold og ryttere
| UCI WorldTeams (19)- AG2R Citroën Team - Astana-Premier Tech - Bahrain Victorious - Bora-Hansgrohe - Cofidis - Deceuninck-Quick Step - EF Education-Nippo - Groupama-FDJ - Ineos Grenadiers - Intermarché-Wanty-Gobert Matériaux - Israel Start-Up Nation - Jumbo-Visma - Lotto Soudal - Movistar Team - Team BikeExchange - Team DSM - Qhubeka Assos - Trek-Segafredo - UAE Team Emirates UCI ProTeams (6)- Alpecin-Fenix - Arkéa-Samsic - B&B Hotels p/b KTM - Bingoal Pauwels Sauces WB - Sport Vlaanderen-Baloise - Total Direct Énergie |
| |

### Danske ryttere
| Danske ryttere på startlisten |                      |                       |           |
| Rygnummer                     | Rytter               | Hold                  | Placering |
| 12                            | Kasper Asgreen       | Deceuninck-Quick Step | 30        |
| 44                            | Lasse Norman Hansen  | Team Qhubeka Assos    | 108       |
| 45                            | Andreas Stokbro      | Team Qhubeka Assos    | DNF       |
| 46                            | Emil Vinjebo         | Team Qhubeka Assos    | 93        |
| 54                            | Søren Kragh Andersen | Team DSM              | DNF       |
| 75                            | Mathias Norsgaard    | Movistar Team         | 80        |
| 143                           | Michael Valgren      | EF Education-Nippo    | 45        |

* DNF = gennemførte ikke

## Startliste
| Alpecin-Fenix AFC | Alpecin-Fenix AFC                     | Alpecin-Fenix AFC |
| ----------------- | ------------------------------------- | ----------------- |
| Nr.               | Rytter                                | Placering         |
| 1                 | Mathieu van der Poel (NED) (landevej) |                   |
| 2                 | Silvan Dillier (SUI)                  |                   |
| 3                 | Dries De Bondt (BEL) (landevej)       |                   |
| 4                 | Tim Merlier (BEL)                     |                   |
| 5                 | Jasper Philipsen (BEL)                |                   |
| 6                 | Otto Vergaerde (BEL)                  |                   |
| 7                 | Jonas Rickaert (BEL)                  |                   |

| Deceuninck-Quick Step DQT | Deceuninck-Quick Step DQT           | Deceuninck-Quick Step DQT |
| ------------------------- | ----------------------------------- | ------------------------- |
| Nr.                       | Rytter                              | Placering                 |
| 11                        | Julian Alaphilippe (FRA) (landevej) |                           |
| 12                        | Kasper Asgreen (DEN) (landevej)     |                           |
| 13                        | Tim Declercq (BEL)                  |                           |
| 14                        | Dries Devenyns (BEL)                |                           |
| 15                        | Yves Lampaert (BEL)                 |                           |
| 16                        | Florian Sénéchal (FRA)              |                           |
| 17                        | Davide Ballerini (ITA)              |                           |

| UAE Team Emirates UAD | UAE Team Emirates UAD      | UAE Team Emirates UAD |
| --------------------- | -------------------------- | --------------------- |
| Nr.                   | Rytter                     | Placering             |
| 21                    | Alexander Kristoff (NOR)   |                       |
| 22                    | Matteo Trentin (ITA)       |                       |
| 23                    | Vegard Stake Laengen (NOR) |                       |
| 24                    | Marco Marcato (ITA)        |                       |
| 25                    | Ivo Oliveira (POR)         |                       |
| 26                    | Rui Oliveira (POR)         |                       |
| 27                    | Ryan Gibbons (RSA)         |                       |

| Trek-Segafredo TFS | Trek-Segafredo TFS   | Trek-Segafredo TFS |
| ------------------ | -------------------- | ------------------ |
| Nr.                | Rytter               | Placering          |
| 31                 | Jasper Stuyven (BEL) |                    |
| 32                 | Koen de Kort (NED)   |                    |
| 34                 | Ryan Mullen (IRL)    |                    |
| 35                 | Kiel Reijnen (USA)   |                    |
| 36                 | Quinn Simmons (USA)  |                    |
| 37                 | Edward Theuns (BEL)  | DNS                |

| Qhubeka Assos TQA | Qhubeka Assos TQA                | Qhubeka Assos TQA |
| ----------------- | -------------------------------- | ----------------- |
| Nr.               | Rytter                           | Placering         |
| 41                | Giacomo Nizzolo (ITA) (landevej) |                   |
| 42                | Victor Campenaerts (BEL)         |                   |
| 43                | Dimitri Claeys (BEL)             |                   |
| 44                | Lasse Norman Leth (DEN)          |                   |
| 45                | Andreas Stokbro (DEN)            |                   |
| 46                | Emil Vinjebo (DEN)               |                   |
| 47                | Max Walscheid (GER)              |                   |

| Team DSM DSM | Team DSM DSM               | Team DSM DSM |
| ------------ | -------------------------- | ------------ |
| Nr.          | Rytter                     | Placering    |
| 51           | Tiesj Benoot (BEL)         |              |
| 52           | Nils Eekhoff (NED)         |              |
| 53           | Alberto Dainese (ITA)      |              |
| 54           | Søren Kragh Andersen (DEN) |              |
| 55           | Jasha Sütterlin (GER)      |              |
| 56           | Niklas Märkl (GER)         |              |
| 57           | Joris Nieuwenhuis (NED)    |              |

| BikeExchange BEX | BikeExchange BEX            | BikeExchange BEX |
| ---------------- | --------------------------- | ---------------- |
| Nr.              | Rytter                      | Placering        |
| 61               | Jack Bauer (NZL)            |                  |
| 62               | Luka Mezgec (SLO)           |                  |
| 63               | Luke Durbridge (AUS)        |                  |
| 64               | Alexander Edmondson (AUS)   |                  |
| 65               | Amund Grøndahl Jansen (NOR) |                  |
| 66               | Alexander Konysjev (ITA)    |                  |

| Movistar Team MOV | Movistar Team MOV        | Movistar Team MOV |
| ----------------- | ------------------------ | ----------------- |
| Nr.               | Rytter                   | Placering         |
| 71                | Imanol Erviti (ESP)      |                   |
| 72                | Gabriel Cullaigh (GBR)   |                   |
| 73                | Juri Hollmann (GER)      |                   |
| 74                | José Joaquín Rojas (ESP) |                   |
| 75                | Mathias Norsgaard (DEN)  |                   |
| 76                | Lluís Mas (ESP)          |                   |
| 77                | Sebastián Mora (ESP)     |                   |

| Lotto-Soudal LTS | Lotto-Soudal LTS         | Lotto-Soudal LTS |
| ---------------- | ------------------------ | ---------------- |
| Nr.              | Rytter                   | Placering        |
| 81               | Tim Wellens (BEL)        |                  |
| 82               | Jasper De Buyst (BEL)    |                  |
| 83               | Roger Kluge (GER)        |                  |
| 85               | Tosh Van der Sande (BEL) |                  |
| 86               | Brent Van Moer (BEL)     |                  |
| 87               | Florian Vermeersch (BEL) |                  |

| Jumbo-Visma TJV | Jumbo-Visma TJV           | Jumbo-Visma TJV |
| --------------- | ------------------------- | --------------- |
| Nr.             | Rytter                    | Placering       |
| 91              | Edoardo Affini (ITA)      |                 |
| 92              | David Dekker (NED)        |                 |
| 93              | Pascal Eenkhoorn (NED)    |                 |
| 94              | Olav Kooij (NED)          |                 |
| 95              | Christoph Pfingsten (GER) |                 |
| 96              | Jos van Emden (NED)       |                 |
| 97              | Maarten Wynants (BEL)     |                 |

| Israel Start-Up Nation ISN | Israel Start-Up Nation ISN | Israel Start-Up Nation ISN |
| -------------------------- | -------------------------- | -------------------------- |
| Nr.                        | Rytter                     | Placering                  |
| 101                        | Rudy Barbier (FRA)         |                            |
| 102                        | Guillaume Boivin (CAN)     |                            |
| 103                        | Hugo Hofstetter (FRA)      |                            |
| 104                        | Alexis Renard (FRA)        |                            |
| 105                        | Tom Van Asbroeck (BEL)     |                            |
| 106                        | Jenthe Biermans (BEL)      |                            |
| 107                        | Norman Vahtra (EST)        |                            |

| Ineos Grenadiers IGD | Ineos Grenadiers IGD     | Ineos Grenadiers IGD |
| -------------------- | ------------------------ | -------------------- |
| Nr.                  | Rytter                   | Placering            |
| 111                  | Michał Kwiatkowski (POL) |                      |
| 112                  | Leonardo Basso (ITA)     |                      |
| 113                  | Owain Doull (GBR)        |                      |
| 115                  | Tom Pidcock (GBR)        |                      |
| 116                  | Luke Rowe (GBR)          |                      |
| 117                  | Dylan van Baarle (NED)   |                      |

| Intermarché-Wanty-Gobert Matériaux IWG | Intermarché-Wanty-Gobert Matériaux IWG | Intermarché-Wanty-Gobert Matériaux IWG |
| -------------------------------------- | -------------------------------------- | -------------------------------------- |
| Nr.                                    | Rytter                                 | Placering                              |
| 121                                    | Aimé De Gendt (BEL)                    |                                        |
| 122                                    | Tom Devriendt (BEL)                    |                                        |
| 123                                    | Jonas Koch (GER)                       |                                        |
| 124                                    | Andrea Pasqualon (ITA)                 |                                        |
| 125                                    | Boy van Poppel (NED)                   |                                        |
| 126                                    | Danny van Poppel (NED)                 |                                        |
| 127                                    | Pieter Vanspeybrouck (BEL)             |                                        |

| Groupama-FDJ GFC | Groupama-FDJ GFC               | Groupama-FDJ GFC |
| ---------------- | ------------------------------ | ---------------- |
| Nr.              | Rytter                         | Placering        |
| 131              | Arnaud Démare (FRA) (landevej) |                  |
| 132              | Kevin Geniets (LUX) (landevej) |                  |
| 133              | Stefan Küng (SUI) (landevej)   |                  |
| 134              | Olivier Le Gac (FRA)           |                  |
| 135              | Fabian Lienhard (SUI)          |                  |
| 136              | Tobias Ludvigsson (SWE)        |                  |
| 137              | Valentin Madouas (FRA)         |                  |

| EF Education-Nippo EFN | EF Education-Nippo EFN    | EF Education-Nippo EFN |
| ---------------------- | ------------------------- | ---------------------- |
| Nr.                    | Rytter                    | Placering              |
| 141                    | Alberto Bettiol (ITA)     | DNS                    |
| 142                    | Stefan Bissegger (SUI)    |                        |
| 143                    | Michael Valgren (DEN)     |                        |
| 144                    | Jens Keukeleire (BEL)     |                        |
| 145                    | Sebastian Langeveld (NED) |                        |
| 146                    | Jonas Rutsch (GER)        | DNS                    |
| 147                    | Julius van den Berg (NED) |                        |

| Cofidis COF | Cofidis COF              | Cofidis COF |
| ----------- | ------------------------ | ----------- |
| Nr.         | Rytter                   | Placering   |
| 151         | Elia Viviani (ITA)       |             |
| 152         | Piet Allegaert (BEL)     |             |
| 153         | Tom Bohli (SUI)          |             |
| 154         | Jempy Drucker (LUX)      |             |
| 155         | Christophe Laporte (FRA) |             |
| 156         | Kenneth Vanbilsen (BEL)  |             |
| 157         | Jelle Wallays (BEL)      |             |

| Bora-Hansgrohe BOH | Bora-Hansgrohe BOH        | Bora-Hansgrohe BOH |
| ------------------ | ------------------------- | ------------------ |
| Nr.                | Rytter                    | Placering          |
| 161                | Nils Politt (GER)         |                    |
| 162                | Pascal Ackermann (GER)    |                    |
| 163                | Patrick Gamper (AUT)      |                    |
| 164                | Jordi Meeus (BEL)         |                    |
| 165                | Lukas Pöstlberger (AUT)   |                    |
| 166                | Michael Schwarzmann (GER) |                    |
| 167                | Matthew Walls (GBR)       |                    |

| Bahrain Victorious TBV | Bahrain Victorious TBV  | Bahrain Victorious TBV |
| ---------------------- | ----------------------- | ---------------------- |
| Nr.                    | Rytter                  | Placering              |
| 171                    | Dylan Teuns (BEL)       |                        |
| 172                    | Phil Bauhaus (GER)      |                        |
| 173                    | Chun Kai Feng (TPE)     |                        |
| 174                    | Marco Haller (AUT)      |                        |
| 175                    | Heinrich Haussler (AUS) |                        |
| 176                    | Jonathan Milan (ITA)    |                        |
| 177                    | Marcel Sieberg (GER)    |                        |

| Astana-Premier Tech APT | Astana-Premier Tech APT | Astana-Premier Tech APT |
| ----------------------- | ----------------------- | ----------------------- |
| Nr.                     | Rytter                  | Placering               |
| 181                     | Hugo Houle (CAN)        |                         |
| 182                     | Jevgenij Fedorov (KAZ)  |                         |
| 183                     | Jevgenij Giditj (KAZ)   |                         |
| 184                     | Nikita Stalnow (KAZ)    |                         |
| 185                     | Dmitrij Gruzdev (KAZ)   |                         |
| 186                     | Artjom Zakharov (KAZ)   |                         |
| 187                     | Benjamin Perry (CAN)    |                         |

| AG2R Citroën Team ACT | AG2R Citroën Team ACT   | AG2R Citroën Team ACT |
| --------------------- | ----------------------- | --------------------- |
| Nr.                   | Rytter                  | Placering             |
| 191                   | Oliver Naesen (BEL)     |                       |
| 192                   | Stan Dewulf (BEL)       |                       |
| 193                   | Julien Duval (FRA)      |                       |
| 194                   | Lawrence Naesen (BEL)   |                       |
| 195                   | Michael Schär (SUI)     |                       |
| 196                   | Anthony Jullien (FRA)   |                       |
| 197                   | Greg Van Avermaet (BEL) |                       |

| Arkéa-Samsic ARK | Arkéa-Samsic ARK        | Arkéa-Samsic ARK |
| ---------------- | ----------------------- | ---------------- |
| Nr.              | Rytter                  | Placering        |
| 201              | Warren Barguil (FRA)    |                  |
| 202              | Christophe Noppe (BEL)  |                  |
| 203              | Amaury Capiot (BEL)     |                  |
| 204              | Benjamin Declercq (BEL) |                  |
| 205              | Connor Swift (GBR)      |                  |
| 206              | Bram Welten (NED)       |                  |
| 207              | Daniel McLay (GBR)      |                  |

| Total Direct Énergie TDE | Total Direct Énergie TDE   | Total Direct Énergie TDE |
| ------------------------ | -------------------------- | ------------------------ |
| Nr.                      | Rytter                     | Placering                |
| 211                      | Niki Terpstra (NED)        |                          |
| 212                      | Edvald Boasson Hagen (NOR) |                          |
| 213                      | Damien Gaudin (FRA)        |                          |
| 215                      | Adrien Petit (FRA)         |                          |
| 216                      | Geoffrey Soupe (FRA)       |                          |
| 217                      | Anthony Turgis (FRA)       |                          |

| B&B Hotels p/b KTM BBK | B&B Hotels p/b KTM BBK | B&B Hotels p/b KTM BBK |
| ---------------------- | ---------------------- | ---------------------- |
| Nr.                    | Rytter                 | Placering              |
| 221                    | Bryan Coquard (FRA)    |                        |
| 223                    | Cyril Barthe (FRA)     |                        |
| 224                    | Jens Debusschere (BEL) |                        |
| 225                    | Jérémy Lecroq (FRA)    |                        |
| 226                    | Cyril Lemoine (FRA)    |                        |

| Bingoal Pauwels Sauces WB BWB | Bingoal Pauwels Sauces WB BWB | Bingoal Pauwels Sauces WB BWB |
| ----------------------------- | ----------------------------- | ----------------------------- |
| Nr.                           | Rytter                        | Placering                     |
| 231                           | Jelle Vanendert (BEL)         |                               |
| 232                           | Sean De Bie (BEL)             |                               |
| 233                           | Arjen Livyns (BEL)            |                               |
| 234                           | Milan Menten (BEL)            |                               |
| 235                           | Tom Paquot (BEL)              |                               |
| 236                           | Ludovic Robeet (BEL)          |                               |
| 237                           | Boris Vallée (BEL)            |                               |

| Sport Vlaanderen-Baloise SVB | Sport Vlaanderen-Baloise SVB | Sport Vlaanderen-Baloise SVB |
| ---------------------------- | ---------------------------- | ---------------------------- |
| Nr.                          | Rytter                       | Placering                    |
| 241                          | Ruben Apers (BEL)            |                              |
| 242                          | Jens Reynders (BEL)          |                              |
| 243                          | Thomas Sprengers (BEL)       |                              |
| 244                          | Aaron Van Poucke (BEL)       |                              |
| 246                          | Jordi Warlop (BEL)           |                              |
| 247                          | Ward Vanhoof (BEL)           |                              |

| Alpecin-Fenix AFC | Alpecin-Fenix AFC                     | Alpecin-Fenix AFC |
| ----------------- | ------------------------------------- | ----------------- |
| Nr.               | Rytter                                | Placering         |
| 1                 | Mathieu van der Poel (NED) (landevej) |                   |
| 2                 | Silvan Dillier (SUI)                  |                   |
| 3                 | Dries De Bondt (BEL) (landevej)       |                   |
| 4                 | Tim Merlier (BEL)                     |                   |
| 5                 | Jasper Philipsen (BEL)                |                   |
| 6                 | Otto Vergaerde (BEL)                  |                   |
| 7                 | Jonas Rickaert (BEL)                  |                   |

| Deceuninck-Quick Step DQT | Deceuninck-Quick Step DQT           | Deceuninck-Quick Step DQT |
| ------------------------- | ----------------------------------- | ------------------------- |
| Nr.                       | Rytter                              | Placering                 |
| 11                        | Julian Alaphilippe (FRA) (landevej) |                           |
| 12                        | Kasper Asgreen (DEN) (landevej)     |                           |
| 13                        | Tim Declercq (BEL)                  |                           |
| 14                        | Dries Devenyns (BEL)                |                           |
| 15                        | Yves Lampaert (BEL)                 |                           |
| 16                        | Florian Sénéchal (FRA)              |                           |
| 17                        | Davide Ballerini (ITA)              |                           |

| UAE Team Emirates UAD | UAE Team Emirates UAD      | UAE Team Emirates UAD |
| --------------------- | -------------------------- | --------------------- |
| Nr.                   | Rytter                     | Placering             |
| 21                    | Alexander Kristoff (NOR)   |                       |
| 22                    | Matteo Trentin (ITA)       |                       |
| 23                    | Vegard Stake Laengen (NOR) |                       |
| 24                    | Marco Marcato (ITA)        |                       |
| 25                    | Ivo Oliveira (POR)         |                       |
| 26                    | Rui Oliveira (POR)         |                       |
| 27                    | Ryan Gibbons (RSA)         |                       |

| Trek-Segafredo TFS | Trek-Segafredo TFS   | Trek-Segafredo TFS |
| ------------------ | -------------------- | ------------------ |
| Nr.                | Rytter               | Placering          |
| 31                 | Jasper Stuyven (BEL) |                    |
| 32                 | Koen de Kort (NED)   |                    |
| 34                 | Ryan Mullen (IRL)    |                    |
| 35                 | Kiel Reijnen (USA)   |                    |
| 36                 | Quinn Simmons (USA)  |                    |
| 37                 | Edward Theuns (BEL)  | DNS                |

| Qhubeka Assos TQA | Qhubeka Assos TQA                | Qhubeka Assos TQA |
| ----------------- | -------------------------------- | ----------------- |
| Nr.               | Rytter                           | Placering         |
| 41                | Giacomo Nizzolo (ITA) (landevej) |                   |
| 42                | Victor Campenaerts (BEL)         |                   |
| 43                | Dimitri Claeys (BEL)             |                   |
| 44                | Lasse Norman Leth (DEN)          |                   |
| 45                | Andreas Stokbro (DEN)            |                   |
| 46                | Emil Vinjebo (DEN)               |                   |
| 47                | Max Walscheid (GER)              |                   |

| Team DSM DSM | Team DSM DSM               | Team DSM DSM |
| ------------ | -------------------------- | ------------ |
| Nr.          | Rytter                     | Placering    |
| 51           | Tiesj Benoot (BEL)         |              |
| 52           | Nils Eekhoff (NED)         |              |
| 53           | Alberto Dainese (ITA)      |              |
| 54           | Søren Kragh Andersen (DEN) |              |
| 55           | Jasha Sütterlin (GER)      |              |
| 56           | Niklas Märkl (GER)         |              |
| 57           | Joris Nieuwenhuis (NED)    |              |

| BikeExchange BEX | BikeExchange BEX            | BikeExchange BEX |
| ---------------- | --------------------------- | ---------------- |
| Nr.              | Rytter                      | Placering        |
| 61               | Jack Bauer (NZL)            |                  |
| 62               | Luka Mezgec (SLO)           |                  |
| 63               | Luke Durbridge (AUS)        |                  |
| 64               | Alexander Edmondson (AUS)   |                  |
| 65               | Amund Grøndahl Jansen (NOR) |                  |
| 66               | Alexander Konysjev (ITA)    |                  |

| Movistar Team MOV | Movistar Team MOV        | Movistar Team MOV |
| ----------------- | ------------------------ | ----------------- |
| Nr.               | Rytter                   | Placering         |
| 71                | Imanol Erviti (ESP)      |                   |
| 72                | Gabriel Cullaigh (GBR)   |                   |
| 73                | Juri Hollmann (GER)      |                   |
| 74                | José Joaquín Rojas (ESP) |                   |
| 75                | Mathias Norsgaard (DEN)  |                   |
| 76                | Lluís Mas (ESP)          |                   |
| 77                | Sebastián Mora (ESP)     |                   |

| Lotto-Soudal LTS | Lotto-Soudal LTS         | Lotto-Soudal LTS |
| ---------------- | ------------------------ | ---------------- |
| Nr.              | Rytter                   | Placering        |
| 81               | Tim Wellens (BEL)        |                  |
| 82               | Jasper De Buyst (BEL)    |                  |
| 83               | Roger Kluge (GER)        |                  |
| 85               | Tosh Van der Sande (BEL) |                  |
| 86               | Brent Van Moer (BEL)     |                  |
| 87               | Florian Vermeersch (BEL) |                  |

| Jumbo-Visma TJV | Jumbo-Visma TJV           | Jumbo-Visma TJV |
| --------------- | ------------------------- | --------------- |
| Nr.             | Rytter                    | Placering       |
| 91              | Edoardo Affini (ITA)      |                 |
| 92              | David Dekker (NED)        |                 |
| 93              | Pascal Eenkhoorn (NED)    |                 |
| 94              | Olav Kooij (NED)          |                 |
| 95              | Christoph Pfingsten (GER) |                 |
| 96              | Jos van Emden (NED)       |                 |
| 97              | Maarten Wynants (BEL)     |                 |

| Israel Start-Up Nation ISN | Israel Start-Up Nation ISN | Israel Start-Up Nation ISN |
| -------------------------- | -------------------------- | -------------------------- |
| Nr.                        | Rytter                     | Placering                  |
| 101                        | Rudy Barbier (FRA)         |                            |
| 102                        | Guillaume Boivin (CAN)     |                            |
| 103                        | Hugo Hofstetter (FRA)      |                            |
| 104                        | Alexis Renard (FRA)        |                            |
| 105                        | Tom Van Asbroeck (BEL)     |                            |
| 106                        | Jenthe Biermans (BEL)      |                            |
| 107                        | Norman Vahtra (EST)        |                            |

| Ineos Grenadiers IGD | Ineos Grenadiers IGD     | Ineos Grenadiers IGD |
| -------------------- | ------------------------ | -------------------- |
| Nr.                  | Rytter                   | Placering            |
| 111                  | Michał Kwiatkowski (POL) |                      |
| 112                  | Leonardo Basso (ITA)     |                      |
| 113                  | Owain Doull (GBR)        |                      |
| 115                  | Tom Pidcock (GBR)        |                      |
| 116                  | Luke Rowe (GBR)          |                      |
| 117                  | Dylan van Baarle (NED)   |                      |

| Intermarché-Wanty-Gobert Matériaux IWG | Intermarché-Wanty-Gobert Matériaux IWG | Intermarché-Wanty-Gobert Matériaux IWG |
| -------------------------------------- | -------------------------------------- | -------------------------------------- |
| Nr.                                    | Rytter                                 | Placering                              |
| 121                                    | Aimé De Gendt (BEL)                    |                                        |
| 122                                    | Tom Devriendt (BEL)                    |                                        |
| 123                                    | Jonas Koch (GER)                       |                                        |
| 124                                    | Andrea Pasqualon (ITA)                 |                                        |
| 125                                    | Boy van Poppel (NED)                   |                                        |
| 126                                    | Danny van Poppel (NED)                 |                                        |
| 127                                    | Pieter Vanspeybrouck (BEL)             |                                        |

| Groupama-FDJ GFC | Groupama-FDJ GFC               | Groupama-FDJ GFC |
| ---------------- | ------------------------------ | ---------------- |
| Nr.              | Rytter                         | Placering        |
| 131              | Arnaud Démare (FRA) (landevej) |                  |
| 132              | Kevin Geniets (LUX) (landevej) |                  |
| 133              | Stefan Küng (SUI) (landevej)   |                  |
| 134              | Olivier Le Gac (FRA)           |                  |
| 135              | Fabian Lienhard (SUI)          |                  |
| 136              | Tobias Ludvigsson (SWE)        |                  |
| 137              | Valentin Madouas (FRA)         |                  |

| EF Education-Nippo EFN | EF Education-Nippo EFN    | EF Education-Nippo EFN |
| ---------------------- | ------------------------- | ---------------------- |
| Nr.                    | Rytter                    | Placering              |
| 141                    | Alberto Bettiol (ITA)     | DNS                    |
| 142                    | Stefan Bissegger (SUI)    |                        |
| 143                    | Michael Valgren (DEN)     |                        |
| 144                    | Jens Keukeleire (BEL)     |                        |
| 145                    | Sebastian Langeveld (NED) |                        |
| 146                    | Jonas Rutsch (GER)        | DNS                    |
| 147                    | Julius van den Berg (NED) |                        |

| Cofidis COF | Cofidis COF              | Cofidis COF |
| ----------- | ------------------------ | ----------- |
| Nr.         | Rytter                   | Placering   |
| 151         | Elia Viviani (ITA)       |             |
| 152         | Piet Allegaert (BEL)     |             |
| 153         | Tom Bohli (SUI)          |             |
| 154         | Jempy Drucker (LUX)      |             |
| 155         | Christophe Laporte (FRA) |             |
| 156         | Kenneth Vanbilsen (BEL)  |             |
| 157         | Jelle Wallays (BEL)      |             |

| Bora-Hansgrohe BOH | Bora-Hansgrohe BOH        | Bora-Hansgrohe BOH |
| ------------------ | ------------------------- | ------------------ |
| Nr.                | Rytter                    | Placering          |
| 161                | Nils Politt (GER)         |                    |
| 162                | Pascal Ackermann (GER)    |                    |
| 163                | Patrick Gamper (AUT)      |                    |
| 164                | Jordi Meeus (BEL)         |                    |
| 165                | Lukas Pöstlberger (AUT)   |                    |
| 166                | Michael Schwarzmann (GER) |                    |
| 167                | Matthew Walls (GBR)       |                    |

| Bahrain Victorious TBV | Bahrain Victorious TBV  | Bahrain Victorious TBV |
| ---------------------- | ----------------------- | ---------------------- |
| Nr.                    | Rytter                  | Placering              |
| 171                    | Dylan Teuns (BEL)       |                        |
| 172                    | Phil Bauhaus (GER)      |                        |
| 173                    | Chun Kai Feng (TPE)     |                        |
| 174                    | Marco Haller (AUT)      |                        |
| 175                    | Heinrich Haussler (AUS) |                        |
| 176                    | Jonathan Milan (ITA)    |                        |
| 177                    | Marcel Sieberg (GER)    |                        |

| Astana-Premier Tech APT | Astana-Premier Tech APT | Astana-Premier Tech APT |
| ----------------------- | ----------------------- | ----------------------- |
| Nr.                     | Rytter                  | Placering               |
| 181                     | Hugo Houle (CAN)        |                         |
| 182                     | Jevgenij Fedorov (KAZ)  |                         |
| 183                     | Jevgenij Giditj (KAZ)   |                         |
| 184                     | Nikita Stalnow (KAZ)    |                         |
| 185                     | Dmitrij Gruzdev (KAZ)   |                         |
| 186                     | Artjom Zakharov (KAZ)   |                         |
| 187                     | Benjamin Perry (CAN)    |                         |

| AG2R Citroën Team ACT | AG2R Citroën Team ACT   | AG2R Citroën Team ACT |
| --------------------- | ----------------------- | --------------------- |
| Nr.                   | Rytter                  | Placering             |
| 191                   | Oliver Naesen (BEL)     |                       |
| 192                   | Stan Dewulf (BEL)       |                       |
| 193                   | Julien Duval (FRA)      |                       |
| 194                   | Lawrence Naesen (BEL)   |                       |
| 195                   | Michael Schär (SUI)     |                       |
| 196                   | Anthony Jullien (FRA)   |                       |
| 197                   | Greg Van Avermaet (BEL) |                       |

| Arkéa-Samsic ARK | Arkéa-Samsic ARK        | Arkéa-Samsic ARK |
| ---------------- | ----------------------- | ---------------- |
| Nr.              | Rytter                  | Placering        |
| 201              | Warren Barguil (FRA)    |                  |
| 202              | Christophe Noppe (BEL)  |                  |
| 203              | Amaury Capiot (BEL)     |                  |
| 204              | Benjamin Declercq (BEL) |                  |
| 205              | Connor Swift (GBR)      |                  |
| 206              | Bram Welten (NED)       |                  |
| 207              | Daniel McLay (GBR)      |                  |

| Total Direct Énergie TDE | Total Direct Énergie TDE   | Total Direct Énergie TDE |
| ------------------------ | -------------------------- | ------------------------ |
| Nr.                      | Rytter                     | Placering                |
| 211                      | Niki Terpstra (NED)        |                          |
| 212                      | Edvald Boasson Hagen (NOR) |                          |
| 213                      | Damien Gaudin (FRA)        |                          |
| 215                      | Adrien Petit (FRA)         |                          |
| 216                      | Geoffrey Soupe (FRA)       |                          |
| 217                      | Anthony Turgis (FRA)       |                          |

| B&B Hotels p/b KTM BBK | B&B Hotels p/b KTM BBK | B&B Hotels p/b KTM BBK |
| ---------------------- | ---------------------- | ---------------------- |
| Nr.                    | Rytter                 | Placering              |
| 221                    | Bryan Coquard (FRA)    |                        |
| 223                    | Cyril Barthe (FRA)     |                        |
| 224                    | Jens Debusschere (BEL) |                        |
| 225                    | Jérémy Lecroq (FRA)    |                        |
| 226                    | Cyril Lemoine (FRA)    |                        |

| Bingoal Pauwels Sauces WB BWB | Bingoal Pauwels Sauces WB BWB | Bingoal Pauwels Sauces WB BWB |
| ----------------------------- | ----------------------------- | ----------------------------- |
| Nr.                           | Rytter                        | Placering                     |
| 231                           | Jelle Vanendert (BEL)         |                               |
| 232                           | Sean De Bie (BEL)             |                               |
| 233                           | Arjen Livyns (BEL)            |                               |
| 234                           | Milan Menten (BEL)            |                               |
| 235                           | Tom Paquot (BEL)              |                               |
| 236                           | Ludovic Robeet (BEL)          |                               |
| 237                           | Boris Vallée (BEL)            |                               |

| Sport Vlaanderen-Baloise SVB | Sport Vlaanderen-Baloise SVB | Sport Vlaanderen-Baloise SVB |
| ---------------------------- | ---------------------------- | ---------------------------- |
| Nr.                          | Rytter                       | Placering                    |
| 241                          | Ruben Apers (BEL)            |                              |
| 242                          | Jens Reynders (BEL)          |                              |
| 243                          | Thomas Sprengers (BEL)       |                              |
| 244                          | Aaron Van Poucke (BEL)       |                              |
| 246                          | Jordi Warlop (BEL)           |                              |
| 247                          | Ward Vanhoof (BEL)           |                              |